# Niklas Askmyr
Niklas Askmyr (* 19. Oktober 1990 in Gällivare) ist ein ehemaliger schwedischer Snowboarder. Seine Spezialdisziplin war der Big Air, aber bei Kombinationswettkämpfen startete er auch im Slopestyle.

## Karriere
Niklas Askmyr begann im Alter von elf Jahren mit dem Snowboardsport und trat zum ersten Mal im März 2008 international in Erscheinung, als er bei den Juniorenweltmeisterschaften in Valmalenco im Big Air den elften Platz erreichte. Zu Beginn der Saison 2008 startete er bei den offenen britischen Meisterschaften in London und platzierte sich als Zwölfter in einem Weltklassefeld. Kurz darauf, bei seinem Debüt im Weltcup schaffte Askmyr den Sprung unter die ersten Zehn, als er am 22. November 2008 in Stockholm beim Big Air genau diesen Platz belegte. Er nahm bis 2014 an zehn Weltcups teil. Seine beste Platzierung dabei war der sechste Platz im Big Air im März 2009 in Moskau. Im Jahr 2009 wurde er schwedischer Meister im Big Air. Bei den Snowboard-Weltmeisterschaften 2011 in La Molina errang er den 16. Platz im Big Air.
Askmyr lebt in Malung in der Nähe des schwedischen Skigebietes Kläppen.